# 코야류진 스카이라인
코야류진 스카이라인은 와카야마현 이토군 고야정 오쿠노인 교차로에서 시작하여 다나베시 류진마을까지 이르는 총연장 42.7km의 도로이다. 일반 유료도로로 취급하였으나, 2003년에 무료로 개방되며 국도 제371호선의 일부를 이룬다.

## 요약
고야산에서 시작하여 와카야마현 최고봉인 고야단산을 거쳐 류진온천에 이르기까지, 와카야마현과 나라현의 경계에 있는 1,000m급의 산등성이를 따라 놓여 있다.
전 구간에 걸쳐 전망이 좋은 것은 아니지만 기슈(와카야마)지방의 산들의 경관이 뛰어나다. 적당한 오르내림과 연속되는 커브가 이어져 있어 2003년 무료 개방 후에는 드라이브-관광 명소로 교통량이 증가하였다. 특히 단풍 시즌에는 관광객들로 넘쳐 차량들의 행렬이 쭉 늘어선다.
또한 이 도로는 와카야마현에서 해발 고도가 가장 높은 부분의 능선을 깎아 만들어진 만큼 자연환경에 대한 영향이 컸다. 특히 고야단산의 너도밤나무 숲은 고사 된 지역이 넓으며 현재는 그세가 진정되고 있지만 향후 전망은 예측할 수 없다.
고도가 1,000미터 이상 지역이 있고 겨울에는 녹지 않고 남아있는 눈으로 블랙아이스가 많이 발생하여, 12월 중순부터 이듬해 3월까지 낮시간에는 체인을 장착해야 하며, 야간의 경우 차량의 통행이 금지된다.

## 역사
1980년 7월 21일 와카야마현 도로공사가 관리하는 일반적인 유료도로로 개통하였다. 일부 구간이 나라현을 경유하지만 당시에는 모든 구간을 와카야마현 도로공사가 관리하였다. 2003년 10월 1일, 와카야마현 도로공사가 해당 도로 공사에 대한 부채를 일괄 상환하고 일반 국도인 국도 371호선의 일부로 편입하였다. 이 배경에는 개통 후 한번도 흑자를 이룬적도 없고 목표도 없었지만, '기이 산지의 영지와 참배길'의 세계 유산 등록에 대비하여 관광객과 관광버스가 자유롭게 오갈 수 있는 무료 도로의 확보가 주된 이유였다.

## 연혁
- 1980년 (쇼와 55년) 7월 21일 : 일반 유료도로로 개통
- 2003년 (헤이세이 15년) 10월 1일 : 일반 국도 371호선의 일부로 무료 개방

## 유료도로 시대의 통행료
무료개방 전의 요금은 아래와 같다. 무료개방 후 현재는 요금이 없다.
- 승용차 : 2,090엔 (A구간 : 1,150엔, B구간 : 940엔)
- 오토바이 : 1,460엔 (A구간 : 850엔, B구간 : 610 엔)